# Anisotome brevistylis
Anisotome brevistylis är en flockblommig växtart som beskrevs av Leonard C. Cockayne. Anisotome brevistylis ingår i släktet Anisotome och familjen flockblommiga växter. Inga underarter finns listade i Catalogue of Life.